# Вескосвілл (Пенсільванія)
Вескосвілл (англ. Wescosville) — переписна місцевість (CDP) в США, в окрузі Лігай штату Пенсільванія. Населення — 6039 осіб (2020).

## Географія
Вескосвілл розташований за координатами 40°33′41″ пн. ш. 75°33′0″ зх. д. / 40.56139° пн. ш. 75.55000° зх. д. (40.561432, -75.549962).  За даними Бюро перепису населення США в 2010 році переписна місцевість мала площу 7,11 км², з яких 7,10 км² — суходіл та 0,01 км² — водойми.

## Демографія
Згідно з переписом 2010 року, у переписній місцевості мешкали 5872 особи в 2166 домогосподарствах у складі 1665 родин. Густота населення становила 826 осіб/км².  Було 2219 помешкань (312/км²).
Расовий склад населення:
| - 86,3 % — білих - 7,2 % — азіатів - 3,0 % — чорних або афроамериканців - 0,2 % — корінних американців - 1,2 % — осіб інших рас |

До двох чи більше рас належало 2,1 %. Частка іспаномовних становила 5,1 % від усіх жителів.
За віковим діапазоном населення розподілялося таким чином: 25,8 % — особи молодші 18 років, 59,7 % — особи у віці 18—64 років, 14,5 % — особи у віці 65 років та старші. Медіана віку мешканця становила 42,3 року. На 100 осіб жіночої статі у переписній місцевості припадало 92,3 чоловіків;  на 100 жінок у віці від 18 років та старших — 86,4 чоловіків також старших 18 років.
Середній дохід на одне домашнє господарство  становив 111 290 доларів США (медіана — 89 418), а середній дохід на одну сім'ю — 126 832 долари (медіана — 101 298). Медіана доходів становила 75 298 доларів для чоловіків та 46 639 доларів для жінок. За межею бідності перебувало 5,0 % осіб, у тому числі 4,7 % дітей у віці до 18 років та 0,7 % осіб у віці 65 років та старших.
Цивільне працевлаштоване населення становило 3162 особи. Основні галузі зайнятості: освіта, охорона здоров'я та соціальна допомога — 30,8 %, науковці, спеціалісти, менеджери — 16,3 %, виробництво — 14,5 %.